# Sümeyye Aydoğan

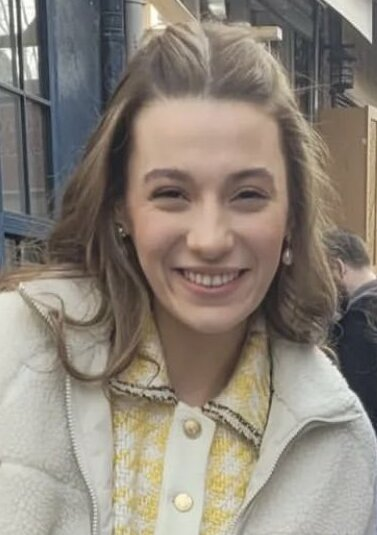
Sümeyye Aydoğan, 2023

Sümeyye Aydoğan (* 2. April 1999 in Istanbul) ist eine türkische Schauspielerin.

## Leben und Karriere
Aydoğan wurde am 2. April 1999 in Istanbul geboren. Ihr Debüt gab sie 2021 in der Fernsehserie Kahraman Babam. Danach war sie in der Serie Sadakatsiz zu sehen. Sie ist verheiratet mit Yigit Akta. Außerdem bekam sie im selben Jahr eine Rolle in dem Film Geçen Yaz. 2022 spielte Aydoğan in Duy Beni die Hauptrolle. Anschließend trat sie in der Serie Magarsus auf. Unter anderem wurde sie für die Serie Taçsız Prenses gecastet.

## Filmografie
Filme
- 2021: Geçen Yaz
- 2021: Âkif

Serien
- 2021: Kahraman Babam
- 2021: Sadakatsiz
- 2022: Duy Beni
- 2023: Taçsız Prenses
- 2023: Magarsus
- 2023: Dönence
- 2024: Gaddar